# Low Fi
Low Fi è il terzo EP del gruppo musicale anglo-francese Stereolab, pubblicato nel 1992.

## Tracce
1. Low Fi – 5:23
2. (Varoom!) – 9:02
3. Laisser-Faire – 4:32
4. Elektro (He Held the World in His Iron Grip) – 5:46